# ذره سای
ذره سای (psi particle)، مزونی بدون بار الکتریکی ولی طول عمرش به طور غیر عادی طولانی است. کشف این ذره در ۱۹۷۴ به بسط مدل کوارک و این فرضیه که بر مبنای آن چهارمین کوارک (و پادکوارک آن) با خاصیتی تازه به نام افسون وجود دارد، منجر شد. اکنون عقیده بر این است که ذره سای متشکل از کوارک افسون به اضافه پاد کوارک آن است (یعنی cc). البته بار رنگی این دو نیز باید باهم متضاد باشد تا نتیجه بی‌رنگ شود.

## کشف
ذره سای توسط دو گروه تحقیقاتی، یکی به سرپرستی برتون ریکتر از آزمایشگاه ملی شتاب‌دهنده اسلاک و دیگری به سرپرستی ساموئل چائو چونگ تینگ از مؤسسه فناوری ماساچوست و به طور جداگانه کشف شد. تینگ و ریکتر در ۱۱ نوامبر ۱۹۷۴ در آزمایشگاه ملی شتاب‌دهنده اسلاک یکدیگر را ملاقات کردند و متوجه شدند که تیم هرکدام، مستقل از دیگری به این کشف دست یافته است. تینگ و ریکتر در سال ۱۹۷۶ جایزه نوبل فیزیک را به طور مشترک دریافت کردند.